# Campofelice di Fitalia
Campofelice di Fitalia (sicilià Campufilici di Fitalia) és un municipi italià, dins de la ciutat metropolitana de Palerm. L'any 2007 tenia 595 habitants. Limita amb els municipis de Ciminna, Corleone, Mezzojuso, Prizzi i Vicari. El 1852 Campofelice esdevingué fracció de Mezzojuso. Cap al 1951 es va independitzar com a municipi.

## Administració
| Període | Identitat       | Partit      |
| ------- | --------------- | ----------- |
| 2006-   | Maurizio Cutaia | Centredreta |